# Barekua River
Der Barekua River (auch: Berekua Ravine) ist ein Fluss an der Südküste von Dominica im Parish Saint Patrick.

## Geographie
Der Barekua River entspringt am Osthang der Soufrière Ridge (Terre Elm) und verläuft anfangs parallel zu der nördlich benachbarten Dry Ravine nach Osten. Beim Eintritt in die Küstenebene wendet er sich am Vorberg Hagley entlang stärker nach Süden, durchfließt Berekua und mündet bald darauf in die Grand Bay in den Atlantik.
Der nächste benachbarte Fluss im Süden ist die Am Ba Saut Ravine, die zwischen Berekua und dem Berg Bois d’Indie mündet.